# Plectocythere johnsonae
Plectocythere johnsonae är en kräftdjursart som beskrevs av Hobbs och C. W. Hart 1966. Plectocythere johnsonae ingår i släktet Plectocythere och familjen Entocytheridae. Inga underarter finns listade i Catalogue of Life.